# Congrès national indigène
Le Congrès National Indigène (en espagnol : Congreso Nacional Indígena, CNI) est une organisation qui réunit des représentants de « communautés, nations, peuples, villages, quartiers et tribus » indigènes du Mexique. Le CNI se veut être, selon ses propres mots, « un espace d'unité, de réflexion et d'organisation des peuples indigènes du Mexique, en stimulant la reconstitution intégrale des peuples originels et la construction d'une société dans laquelle ont leur place toutes les cultures, toutes les couleurs, tous les peuples qui composent le Mexique ».
Le Congrès national indigène a été fondé le 12 octobre 1996 dans la Ville de Mexico, à la suite d'un appel de l'EZLN à tous les peuples indigènes pour participer au Forum National Spécial sur les Droits et la Culture Indigène, dans le prolongement des Accords de San Andrés. Depuis sa fondation le CNI a tenu cinq congrès nationaux.
Consécutivement à une proposition du 5ème Congrès du CNI (5e congrès du CNI en français), examinée en octobre, novembre et décembre 2016 et approuvée le premier janvier 2017, un Conseil Indigène de Gouvernement (Concejo Indigena de Gobierno, CIG) est nommé. Sa porte-parole est une femme indigène, María de Jesús Patricio Martínez. Elle est à ce titre déléguée par le CNI comme candidate indépendante pour l'élection présidentielle de 2018, au nom du Congrès National Indigène et de l'Armée Zapatiste de Libération Nationale. La proposition lance un appel à la société et aux organisations qui se reconnaissent dans la lutte contre la dépossession, la répression, la discrimination et l'exploitation, pour s'organiser et bâtir un monde nouveau.

## Origines
Le 1er janvier 1994, l'Armée Zapatiste de Libération Nationale (EZLN) se soulève et prend les armes après des années d'organisation contre la dépossession, la discrimination et l'oubli. Elle réussit à prendre le contrôle de cinq capitales municipales dans l'état du Chiapas : Chanal, Altamirano, Las Margaritas, Ocosingo et San Cristóbal de las Casas, d'où est proclamée la Première Déclaration de la Forêt Lacandone qui invite les peuples du Mexique à se joindre à la lutte. Après la confrontation entre l'armée mexicaine et l'EZLN, plusieurs dizaines de milliers de manifestants sortent dans la rue. Ils s'opposent à l'intervention militaire et considèrent les causes du soulèvement comme justes, mais ils s'expriment aussi en faveur de la paix et d'une résolution par le dialogue et la négociation.
Entre 1995 et 1996, des négociations sont menées entre l'EZLN et le gouvernement mexicain dans la localité de San Andrés Sakam'Chen de los Pobres, au Chiapas. Elles aboutissent à la rédaction des Accords de San Andrés qui se proposent de modifier la Constitution nationale pour attribuer des droits, y compris l'autonomie, aux peuples indigènes du Mexique et pour répondre aux demandes en matière de justice et d'égalité de la part de ces peuples. Les Accords de San Andrés ont été signés par le gouvernement du Mexique et par l'EZLN le 16 février 1996.
Le 3 janvier 1996, l'EZLN invite les peuples indigènes du Mexique à un « Forum National Spécial des Droits et Cultures Indigènes », qui est une étape préalable aux résolutions des Accords de San Andrés. Au moment de la clôture de ce forum, la décision de créer le Congrès National Indigène (CNI) est prise par les participants. Entre la fin de ce forum et la confirmation de la création du CNI en octobre 1996, un grand nombre de forums régionaux préparatoires ont lieu, ainsi que deux forums nationaux à l' « Aguascalientes » zapatiste d'Oventic.

## Chronologie des Congrès nationaux

### 1erCongrès National Indigène (1996)
Déclaration complète du 1er Congrès National Indigène (es)
Après la décision de créer le CNI, en janvier 1996, le premier Congrès National Indigène est convoqué. Il doit avoir lieu du 8 au 12 octobre de la même année et se dérouler dans la ville de Mexico. L'EZLN reçoit une invitation des organisateurs de l'événement et, malgré le climat conflictuel généré par l'État mexicain depuis 1994, la Comandata Ramona s'y rend en tant que représentante, elle devient alors la première zapatiste à sortir des frontières de Chiapas pour se rendre dans la capitale mexicaine (officiellement et en tant que zapatiste). Sur la place de la Constitution, la Comandata Ramona prononce pour la première fois la phrase qui est restée comme devise du CNI : « Jamais plus un Mexique sans nous ! » (“¡ Nunca más un México sin nosotros !”) .
Dans la déclaration finale du congrès, les participants ont formulé les points d'accord principaux, formant un document résolutoire qui contient exigences et propositions. Les exigences du CNI portent globalement sur « la reconnaissance de tous nos  droits sociaux, politiques et culturels pour l'affirmation, l'épanouissement et la pérennité de nos communautés et peuples. (…) L'application immédiate et complète des Accords de la Mesa 1 sur les Droits et la Culture Indigène du Dialogue de San Andrés, (…) la démilitarisation des zones indigènes du pays ». Les propositions sont avancées par le CNI avec l'idée de « progresser vers une nouvelle Constitution qui, avec la participation effective de tous et de toutes, ramasse un projet inclusif et pluriel… [et] …intensifier la lutte pour la satisfaction de nos demandes pendantes ».

### 2eCongrès National Indigène (1998)
Déclaration complète du 2e Congrès National Indigène (es)
Le 2e Congrès National Indigène a eu lieu du 9 au 11 octobre 1998, à Mexico, sur le Zócalo. 525 délégués, représentant 102 organisations de 20 états de la République mexicaine ont participé à ce congrès du CNI, des représentants venus d'Équateur, de Bolivie, du Chili, d'Argentine, du Pérou, du Panama, du Guatemala et du Salvador étaient également présents.
Durant ces quatre jours, sept groupes de travail ont traité de la reconstitution intégrale des peuples indigènes dans le cadre de la lutte pour l'autodétermination et l'autonomie dans le cadre de la Consultation nationale pour la reconnaissance des droits indigènes et la fin de la guerre d'extermination ; du renouvellement et du renforcement du Congrès national indigène ; et de la lutte commune des peuples indigènes du Mexique, du continent et du monde. 
Dans la déclaration finale, proclamée le 12 octobre, le CNI dénonce la situation « d'exclusion et d'asservissement » dont les peuples indigènes souffrent depuis des siècles et qui se serait intensifié avec le néolibéralisme mondialisé. Le CNI se prononce pour le respect des accords de San Andrés, et soutient la participation des peuples indigènes à la "Consultation nationale pour la reconnaissance des droits des peuples autochtones et la fin de la guerre d'extermination" qui s'est tenue simultanément dans différentes régions du Mexique et du monde le 21 mars 1999.

### 3eCongrès National Indigène (2001)
Déclaration complète du 3e Congrès National Indigène (es)
Le 3e Congrès a eu lieu du 2 au 4 mars 2001, dans l'État du Michoacán, au sein de la communauté indigène purépecha de Nurío. Le congrès réunit cinq mille représentants de 49 ethnies. Il se tient durant la « Marche pour la Dignité Indigène », qui mène du 24 février au 11 mars une délégation zapatiste du Chiapas à Mexico et représente une étape importante sur sa route. La déclaration finale du congrès dénonce la militarisation des territoires indigènes, la persécution subies par certaines organisations communautaires et la privatisation des ressources naturelles. Elle insiste sur la reconnaissance constitutionnelle des droits des peuples indigènes, conformément à l'initiative de réforme constitutionnelle élaborée par la Commission de Concorde et de Pacification, à partir des Accords de San Andrés. Elle se prononce pour la reconnaissance constitutionnelle de l'existence des peuples indigènes, de leur libre détermination, de l'intégrité de leurs territoires et de leurs systèmes juridiques propres. Les congressistes ont également manifesté leur soutien à la « Marche pour la Dignité Indigène », laquelle mène une délégation zapatiste jusqu'à Mexico pour dialoguer au Congrès de l'Union. Le 28 mars 2001, les 23 commandants indigènes de l'EZLN, se rendent au Palais Législatif de San Lázaro. Depuis la tribune principale, les commandants Esther, David, Zebedo et Tacho prennent la parole devant les députés et les sénateurs pour défendre leur lutte et exiger l'approbation des réformes législatives sur les droits des peuples indigènes promues dans les accords de San Andrés de 1996. 
La comandanta Esther est la première à prendre la parole depuis la tribune du Palais de San Lazaro, son discours à cette occasion est particulièrement remarqué :
“Je m'appelle Esther, mais ça n'a pas d'importance maintenant. Je suis zapatiste, mais ça n'a pas d'importance maintenant non plus. Je suis indigène et je suis une femme, et c'est la seule chose qui compte maintenant. Cette tribune est un symbole. C'est pourquoi il suscite tant de controverse. C'est pourquoi nous voulons parler ici et c'est pourquoi certains ne voulaient pas que nous soyons là. Et c'est aussi un symbole que c'est moi, une femme pauvre, indigène, zapatiste, qui prend la parole en premier et que la mienne est le message central de notre parole de zapatistes. (…) Lorsque les droits et la culture indigènes seront reconnus constitutionnellement, la loi commencera à accorder son temps avec le temps des peuples indigènes. Et si aujourd'hui nous sommes des indigènes, nous serons ensuite toutes et tous les autres qui sont tués, persécutés et emprisonnés à cause de leur différence.”

### 4eCongrès National Indigène (2006)
Déclaration complète du 4e Congrès National Indigène (es)
En juin 2005, l'EZLN lance une nouvelle proposition à travers la « Sixième Déclaration de la Forêt Lacandone » en appelant les peuples du Mexique et du monde à s'organiser autour d'un programme de lutte pour résister et créer “un monde où se rencontrent tous les mondes”. Dans le cadre de cette initiative et dans le contexte de la campagne électorale de 2006, les zapatistes lancent l'Autre Campagne le 1 janvier 2006. L'initiative voit une tournée du « Délégué Zéro », le sous-commandant Marcos, dans les 31 États de la République Mexicaine et du District Fédéral avec l'objectif d'écouter le peuple mexicain, ainsi l' EZLN cherche à marquer sa différence d'avec les politiciens en campagne qui ne feraient que des promesses, le Délégué Zéro est censé écouter sans prêcher.
Les 5 et 6 mai 2006, dans la foulée de l'Autre Campagne, le Congrès National Indigène tient sa quatrième rencontre au niveau national dans la communauté otomi de N'donhuani-San Pedro Atlapulco, dans l'État de Mexico. Presque 10 ans après sa fondation, le CNI se  réunit à nouveau et décide de soutenir l'Autre Campagne. En outre, ce congrès a dénoncé les attaques de l'État envers la mobilisation des habitants de San Salvador Atenco. Il ratifie aussi les propositions visant à renforcer les mécanismes de communication et de solidarité du CNI. Enfin, un appel a été lancé « à tous les peuples, communautés et organisations indigènes et à tous les secteurs opprimés » pour former un large front anticapitaliste afin de soutenir un processus qui conduise vers une nouvelle constitution et une autre forme de gouvernement qui permette « la reconnaissance des droits et une société juste, libre et démocratique ».

### 5eCongrès National Indigène (2016)
Déclaration complète du 5e Congrès National Indigène(es)
Du 4e au 5e congrès, 10 ans se passent sans rencontre du CNI au niveau national. En 2016, le 5e Congrès National Indigène est convoqué dans le contexte de la célébration du 20e anniversaire du CNI. Il a lieu du 9 au 14 octobre, dans les installations du Centre indigène de formation intégrale (CIDECI-UNITIERRA) dans la ville de San Cristóbal de las Casas, au Chiapas. Il s'agit du premier Congrès National Indigène célébré en territoire zapatiste. Durant cette rencontre, le 12 octobre, le 20e anniversaire du CNI a également été fêté en territoire zapatiste dans le caracol d'Oventic.
Les discussions lors de ce congrès ont abordé les thèmes « Dépossession et répression », « Nos résistances et rébellions », « Bilan du CNI » et « Propositions pour le renforcement du CNI ». Comme proposition pour la première étape du 5e Congrès National Indigène, le CNI s'est déclaré en assemblée permanente pour consulter dans ses bases, dans chaque organisations, chaque territoires, l'accord pour nommer un Conseil Indigène de Gouvernement (Concejo Indígena de Gobierno, CIG) dont la parole soit incarnée par une femme indigène, déléguée par le CNI comme candidate indépendante qui se présentera au nom du Congrès National Indigène et de l'Armée Zapatiste de Libération Nationale dans le procès électoral de 2018 pour la présidence du Mexique.
Le CNI se réunit pour la deuxième étape après 3 mois de consultation communautaire au sein des peuples et des communautés qui composent le CNI, les 29, 30 et 31 décembre 2016 à San Cristóbal et le 1 janvier 2017 au Caracol de Oventik. Pendant la seconde étape du 5e CNI les contributions recueillies lors de la consultation ont été partagées ; elles émanent de 523 communautés, de 25 états du pays et de 43 peuples indigènes. La résolution du 1er janvier 2017, ¡Y Retembló! Informe desde el epicentro (« Et elle a tremblée ! Rapport depuis l'épicentre »), confirme l'annonce de la nomination d'un Concejo Indígena de Gobierno (Conseil indigène de gouvernement, CIG), avec une femme indigène du CNI comme porte-parole et candidate indépendante en son nom à la présidence du Mexique aux élections de 2018.
Ce « Conseil Indigène de Gouvernement » fonctionne selon les sept principes du "Commander en Obéissant" zapatiste :
1. Obéir et ne pas commander
2. Représenter et ne pas supplanter
3. Servir et ne pas se servir
4. Convaincre et ne pas vaincre
5. Descendre et ne pas monter
6. Proposer et ne pas imposer
7. Bâtir et ne pas détruire

## Conseil Indigène de Gouvernement
Les 26, 27 et 28 mai 2017, a lieu l'Assemblée constitutive du Conseil indigène de gouvernement pour le Mexique (Asamblea Constitutiva del Concejo Indígena de Gobierno para México) dans les installations du Centre indigène de formation intégrale (Centro Indígena de Capacitación Integral, CIDECI-UNITIERRA) dans la ville de San Cristóbal de las Casas, au Chiapas.
Plus de mille quatre cents délégués de cinquante peuples indigènes de tout le Mexique se sont réunis pendant plusieurs jours au CIDECI- Unitierra. Ils ont partagé leurs expériences de lutte, tissés des liens et ont élu les représentants du Conseil indigène de gouvernement (CIG).
Parmi les résolutions adoptées lors de l'assemblée se trouve la désignation de María de Jesús Patricio Martínez, dite Marichuy, en tant que porte-parole et comme représentante indigène pour une candidature indépendante à l'élection présidentielle mexicaine de 2018.
Selon le CIG-CNI, l'objectif de cette initiative n'était pas tant de briguer le siège présidentiel, que de profiter de la couverture que les grands médias consacrent aux élections, pour mettre en lumière et attirer l'attention sur les revendications des peuples indigènes. Pendant cette campagne, des rencontres avec des personnes issues d'une soixantaine de groupes ethniques indigènes du pays, des étudiants, des collectifs de mères de disparus et autres victimes du conflit mexicain ont été tenues. 